# 鬼扯式论证
鬼扯式论证（英語：Argument by gibberish）是一种非形式的逻辑谬误，即在用晦涩或毫无意义的鬼扯来取代有效的论证，或用以支持一种陈述或假设。它经常在形形色色的行话当中出现，给不明真相的人以真正了解主旨或此论证为真的印象。它经常被认为是一种非形式的谬误，因为它没有任何支持其观点的论据，所以它并没有任何说服力。然而，其杂乱无章的性质有一定可能会让人误以为已成为了一种论据。

## 逻辑形式
小明声称A是真的；
而小明通过鬼扯证实其论据的真实性；
因此，A就是真的。

## 出现的情况
主权公民运动被指责为用“鬼扯式法律”来进行争论，而并非使用真正的法律进行论证。
理查德·道金斯曾在与迪帕克·乔普拉的辩论中称自己正在受到一种形形色色的鬼扯式的学术研究的影响，导致自己的学术研究被断章取义、不妥当地使用，显然已丧失其理解力。

## 例子
譬如在1985年上映的电影《光棍出差》，当埃米特·菲茨·休姆（切维·切斯饰演）在回答各个媒体的问题时说：
|  | 当然，不言而喻的是，他们（美国政府）的补贴所要求的对象并非是巴拉圭。然而倘若美国政府没有总统（即我们的总统）这一职位，甚至据我所知，这种情况会一直持续下去。请问我说的够清楚了吗？ |

当各个媒体对此回答感到非常困惑时，菲茨·休姆并未就之前的问题继续跟进。